# Colônia Flor da Silva
A Colônia Flor da Silva foi um pequeno núcleo colonial particular criado no litoral sul do Brasil, na província de Santa Catarina, às expensas de Manuel Floriano da Silva, sem auxílio governamental.
Em 18 de fevereiro de 1843 Manuel Floriano da Silva obteve do presidente Antero José Ferreira de Brito uma concessão de terras incultas, nas cabeceiras do Ribeirão do Moura, a duas léguas de distância da foz deste rio e cinco mais ou menos da vila de Tijucas.
Em 1844 Manoel Floriano estabeleceu-se na concessão com a família, composta dos filhos: Domingos Floriano, Florentino José, Laurindo, José Floriano, Romualdo e Mariano Antônio, genro. O sítio era uma brenha, ocupado pelo gentio e pelas feras.
O empreendimento foi classificado de temerário, mas Manuel Floriano devastou matas, abriu caminhos e construiu casas, de forma a possuir sua colônia, que era composta em 1862 por 40 famílias, com 212 pessoas, sendo que 5 escravos.
Ao começar a fundação do núcleo, Manuel Floriano construiu uma estrada de 15 quilômetros, transitável para carros de bois, entre o novo arraial e a foz do ribeirão do Moura. Posteriormente abriu um segundo caminho com extensão de 20 km, que ia até a Limeira, no Itajaí-Mirim e cerca de 1 km abaixo de Brusque. Para os habitantes de Tijucas e para os da nascente colônia esta estrada punha em comunicação direta as colônias estabelecidas naquele rio, quando antes eram obrigados a largo desvio, seguindo pelo litoral até o porto de Itajaí e daí pelo Itajaí-mirim acima.
Em 1861 a colônia contava com 7 engenhos de açúcar, 12 de farinha de mandioca, 1 de serrar madeira e 150 animais entre gado vacum e cavalos. No mesmo ano a colônia exportou 7.000 alqueires de farinha, aguardente, açúcar, feijão, milho, arroz, pranchões de cedro, taboado de costadinho e de soalho, vigas, caibros, ripas, canoas, remos, além de couros de gado, de veado, etc.
O tempo de viagem da colônia à vila de Tijucas era de 6 horas e o mesmo para Brusque.
Em 1862 o presidente João José Coutinho, informado por uma notícia do Argos, de 9 de outubro, mandou o capitão de engenheiros Sebastião de Sousa e Melo fazer uma visita à colônia, estudá-la e saber de suas necessidades. O oficial encontrou o estabelecimento com relativo desenvolvimento e, de volta, propôs a abertura de estradas e o melhoramento das existentes.
Mais nenhuma referência se encontra em anos posteriores sobre a colônia Flor da Silva, que tendo a vida comum aos demais povoados, com os mesmos confundiu-se.
(fonte: Colonização do Estado de Santa Catarina)